# Gützkow Meierei
Gützkow Meierei ist ein Ortsteil der Gemeinde Gützkow im Landkreis Vorpommern-Greifswald. Der Ort hat 56 Einwohner (Stand: 31. Dezember 2015).

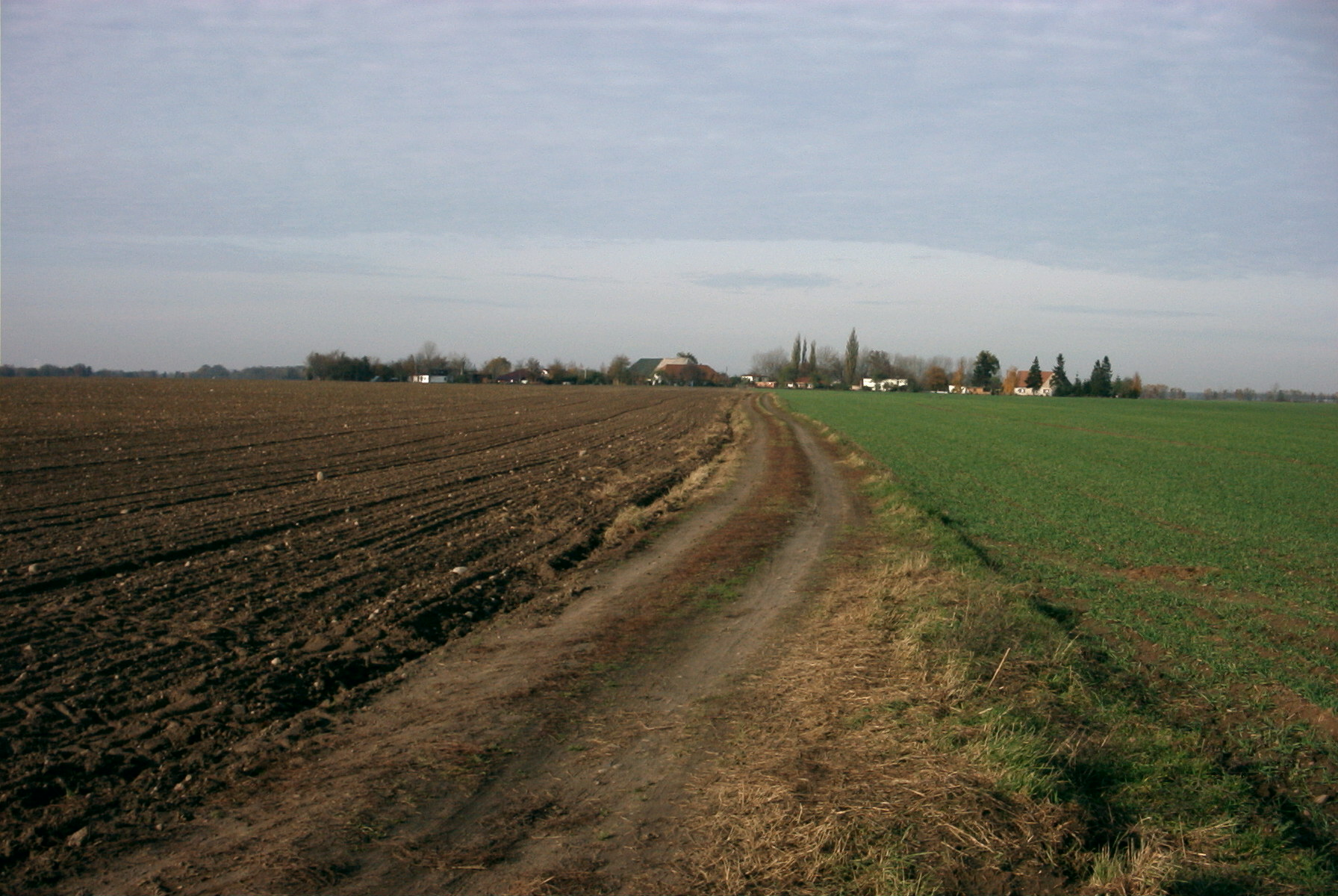
Meierei Gützkow von Süd

## Geographie
Gützkow Meierei liegt südwestlich von Gützkow auf halber Strecke zwischen der Stadt und Breechen, nur verbunden durch eine 1977 asphaltierte Straße von Gützkow und einem Betonplattenweg nach Breechen.

## Geschichte

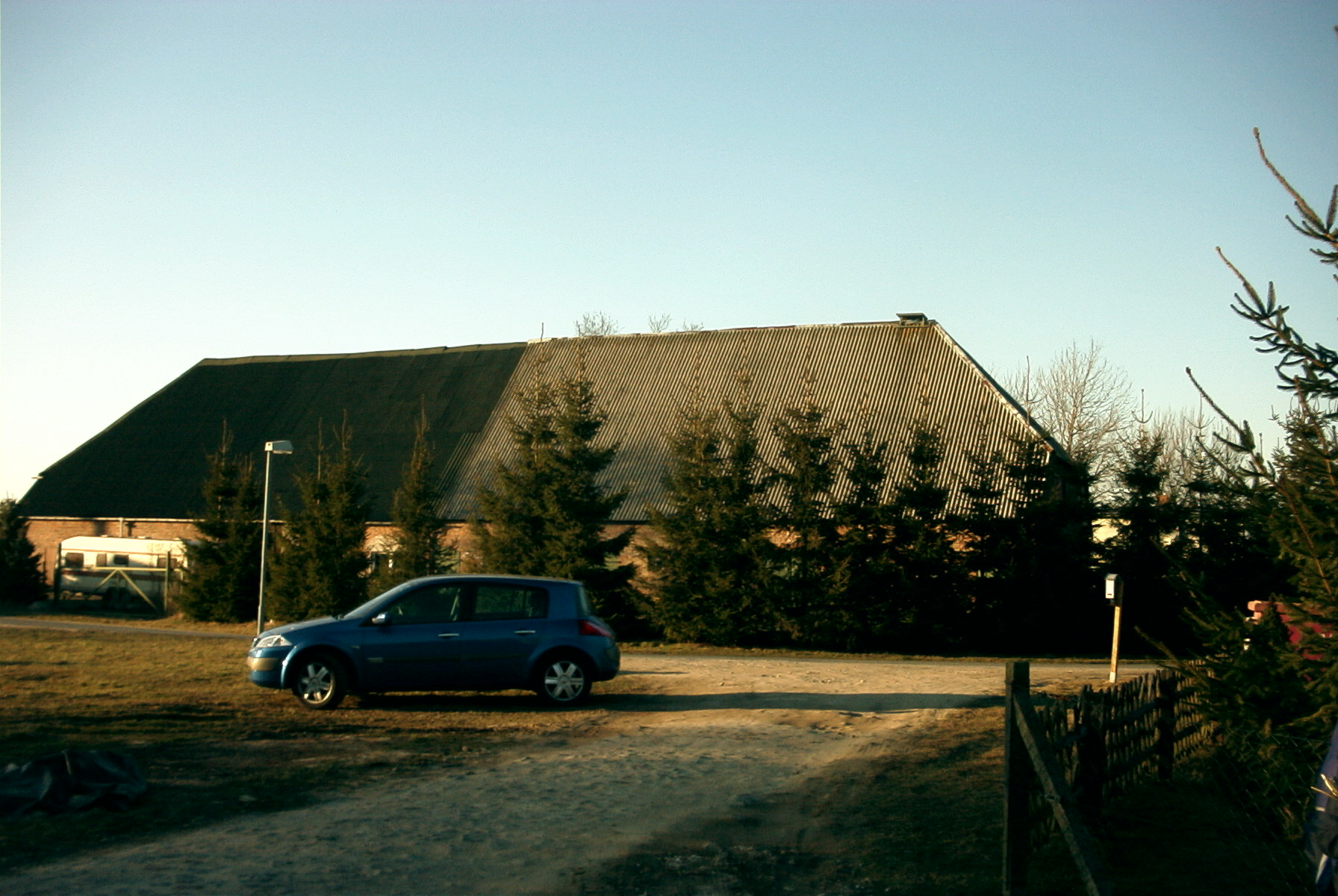
Schafstall des Gutes auf der Meierei

Besiedelt war die Umgebung aber bereits seit frühen Zeiten. Archäologisch sind neolithische (3500 bis 1700 vdZ) Trogmühlen und Steinwerkzeuge, eine Siedlung der Römischen Kaiserzeit (0 bis 400) und zwei spätslawische (1000 bis 1200) Siedlungen nachgewiesen.
Die Meierei wurde als Vorwerk des Gutes Wieck laut Preußischem Urmesstischblatt nach 1835 angelegt.
Als Ortschaft wurde „Gützkow Meierei“ erstmals 1957 in der Ortsliste genannt. Dort war auch der Name „Wieck Meierei“ gebräuchlich.
Als das Gut Wieck seinen ökonomischen Höhepunkt erreichte, wurde neben den vielen neuen Gebäuden im Stammgut, auch ein Vorwerk für die Viehhaltung notwendig. Lange Zeit wurde dort eine Schafherde in dem großen Stallgebäude gehalten. Dicht neben der wirtschaftlichen Ansiedlung gab es noch ein älteres Gehöft, das Wiecker Fischerhaus, später Fischerhaus Dalüge (nach seinem Besitzer) genannt. Für Angler und Bootsfahrer hatte die Familie auch einen Ausschank in ihrem Gehöft. Inzwischen ist es bis auf Fundamentreste abgetragen.
Die Meierei von Wieck hatte auch ein Bollwerk an der Peene zur Verladung der landwirtschaftlichen Produkte. 1886 ließ Gutsherr von Lepel vom Gutshof über die Meierei zum Peenebollwerk eine 4 km lange stationäre Feldbahn errichten. Damit konnten die Produkte vom Gut zur Peene und die jeweiligen Erntegüter von den Feldern zu den Gutsspeichern transportiert werden. 1892 folgte eine zweite 3,6 km lange Linie, aber nicht stationär, sondern in der Linienführung variierbar. Nach dem Bau der Kleinbahnstrecke über das Wiecker Gut in Richtung Gützkower Stärkefabrik und später bis zur Gützkower Fähre, wurde am Park 1898 eine Rübenverladestation errichtet, die mit einer neuen 4,4 km langen Rübenbahn in Richtung der Gutsfelder an der Meierei verbunden wurde.
Bis 1928 war die Meierei nur ein Gehöft mit Schafstall und weiteren Wirtschaftsgebäuden als Teil des Wiecker Gutes in einem Gutsbezirk, der mit dem Jahr aufgelöst wurde.
1932 bei der Aufsiedlung des Wiecker Gutes wurden in der Meierei mehrere Siedlungsgehöfte für die Neubauern errichtet. Bauholz wurde zum Teil in den Wiecker Tannen geschlagen, die später in den kalten Wintern ganz abgeholzt wurden.
Mit dem Bau der Siedlergehöfte wurde die Meierei zu einer Ortschaft. Ein relativ original erhaltenes Gehöft ist das von Bauer Haufler. Diese Gehöftform war ein Architekturentwurf aus Niedersachsen, wo die meisten Neusiedler herkamen.
1949 gab es Einwohnerbefragungen wegen Ausgemeindung des Gutsbezirkes Vargatz von Gützkow nach Bandelin, der erfolgreich war. Die Bewohner der Meierei wollten zur näher gelegenen Gemeinde Breechen, das wurde aber abgelehnt.
1960 wurden alle Bauern der Meierei als Mitglieder in die dortige LPG gedrängt.
Wirtschaftlich spielte die Meierei eine untergeordnete Rolle, nach 1990 wurde sie mit mehreren neugebauten Eigenheimen eine ruhige Wohngegend.
Gützkow-Meierei hatte am 31. Dezember 2014 51 Einwohner mit Hauptwohnung und 2 mit Nebenwohnung.
Gützkow-Meierei hatte am 31. Dezember 2015 54 Einwohner mit Hauptwohnung und 2 mit Nebenwohnung.